# Видріха
Видрі́ха (каз. Выдриха) — село у складі Шемонаїхинського району Східноказахстанської області Казахстану. Адміністративний центр Видріхинського сільського округу.
Населення — 1885 осіб (2021; 2378 у 2009, 2914 у 1999, 2572 у 1989).
Національний склад станом на 1989 рік:
- росіяни — 100 %